# Tachyonkondensation
Tachyonkondensation innebär att tachyonen minskar i energi, minskar i storlek. Från att ha varit mycket instabil blir den allt stabilare ju närmare noll man kommer i beräkningen. Negativ massa gör systemet instabilt för tachyon. Tachyonkondensation driver systemet mot ett stabilare tillstånd där ingen fysisk tachyon existerar. Tachyonkondensation används i strängteori för att reducera antalet instabila D-bran. Totala antalet tachyoners energi i öppna strängar motsvarar D-branens totala energi. Energin reduceras till en begränsad nivå, D-branen blir stabilare.